# Giuseppe Valotto
Giuseppe Valotto (Venezia, 13 ottobre 1946) è un generale italiano, Capo di stato maggiore dell'Esercito italiano dal 2009 al 2011.

## Biografia
Ha frequentato l'Accademia militare di Modena e la Scuola d'applicazione d'Arma di Torino, venendo promosso nel 1970 al grado di Tenente di cavalleria, specialità carristi, e assegnato al 132º reggimento carri "Ariete". Ha comandato una compagnia carri del 13º battaglione carri "Pascucci", del 182º reggimento corazzato "Garibaldi".
Ha prestato servizio anche presso l'Accademia militare come comandante di plotone Allievi e poi quale comandante di compagnia Allievi. In seguito frequenta la Scuola di Guerra di Civitavecchia e viene assegnato allo stato maggiore dell'Esercito, I reparto, dal 1985 al 1987.
Dal 1987 al 1989 ha comandato il 20º battaglione carri "Pentimalli" e dal 1991 al 1992 è stato Comandante del distretto militare di Torino.
Ha ricoperto quindi gli incarichi di capo ufficio personale e capo ufficio Operazioni del Comando 3º corpo d'armata di Milano e, in seguito, capo ufficio di stato maggiore del segretario generale della Difesa.
Nominato generale di brigata, ha comandato la 132ª Brigata corazzata "Ariete" (1997-1999) e quindi l'Accademia militare di Modena (1999-2001). È stato quindi impiegato in Bosnia come comandante della Brigata multinazionale Ovest (MNB-W) (ottobre 1998 - aprile 1999). Ha assunto l'incarico di vicecomandante del Corpo d'armata di reazione rapida della NATO (ARRC) dal 31 luglio 2001, e dal 2005 al 2006 è stato Comandante del contingente internazionale in Kosovo. Dal 2008 al 2009 ha ricoperto l'incarico di comandante del Comando operativo di vertice interforze presso lo stato maggiore della Difesa.
Dal 17 settembre 2009 al 5 dicembre 2011 è stato il capo di stato maggiore dell'Esercito italiano.